# Marion Hoffman
Marion Hoffman (ur. 29 września 1949) – australijska lekkoatletka, sprinterka, mistrzyni igrzysk Brytyjskiej Wspólnoty Narodów, olimpijka.

## Kariera sportowa
Zdobyła złote medale w biegu na 100 metrów i w sztafecie 4 × 100 metrów oraz srebrny medal w biegu na 200 metrów na 
igrzyskach Konferencji Pacyfiku w 1969 w Tokio.
Na igrzyskach Brytyjskiej Wspólnoty Narodów w 1970 w Edynburgu zdobyła brązowy medal w biegu na 100 metrów, przegrywając jedynie ze swoją koleżanką z reprezentacji Australii Raelene Boyle i Alice Annum z Ghany oraz złoty medal w sztafecie 4 × 100 metrów (która biegła w składzie: Jennifer Lamy Pamela Kilborn, Hoffman i Boyle), a także zajęła 7. miejsce w biegu na 200  metrów. 
Zajęła 6. miejsce w sztafecie 4 × 100 metrów oraz odpadła w ćwierćfinale biegu na 100 metrów na igrzyskach olimpijskich w 1972 w Monachium.
Była wicemistrzynią Australii w biegach na 100 metrów i na 200 metrów w 1968/1969, 1969/1970 i 1970/1971.

## Rekordy życiowe
Rekordy życiowe Hoffman:
- bieg na 100 metrów – 11,3 s (5 lipca 1970, Sydney)
- bieg na 200 metrów – 23,2 s (15 marca 1970, Melbourne)